# Annobón
Annobón (appelée Pagalú pendant quelques années pendant le mandat du président Francisco Macías Nguema), est une île de l'État côtier africain de Guinée équatoriale dont elle constitue l'une des sept provinces. C'est l'une des sept principales subdivisions de la Guinée équatoriale, la moins peuplée d'entre elles mais la plus dense en raison de sa superficie. La capitale locale est San Antonio de Palé.
De petite taille (17 km2) elle est très isolée du reste des territoires équatoguinéens et l'île voisine de São Tomé (État insulaire voisin, Sao Tomé-et-Principe) plus au nord en est la terre la plus proche. Sa position géographique la place au sud de la ligne cap Lopez-cap des Palmes limitant le golfe de Guinée au sud et de ce fait, l'île se situe dans l'océan Atlantique Sud. C'est la seule île du pays se trouvant dans l' hémisphère sud, voisine de Sao Tomé-et-Principe à 110 km au nord-est et des côtes africaines continentales du Gabon à 350 km à l'est (cap Lopez).
Annobón demeure néanmoins assez peuplée (de l'ordre de 1 700 habitants en 2001) malgré son relief montagneux. Mais du fait d'un manque de perspectives professionnelles, économiques et sociales, beaucoup de ses hommes en âge de travailler partent davantage vivre plus souvent à la capitale, Malabo, sur Bioko l’île principale, plus septentrionale, du pays (au nord de Principe), au Rio Muni, sa partie continentale, ou à l'étranger, et la population de l'île est constituée la plupart de temps d'une majorité de femmes, d'enfants et de personnes âgées.

## Géographie

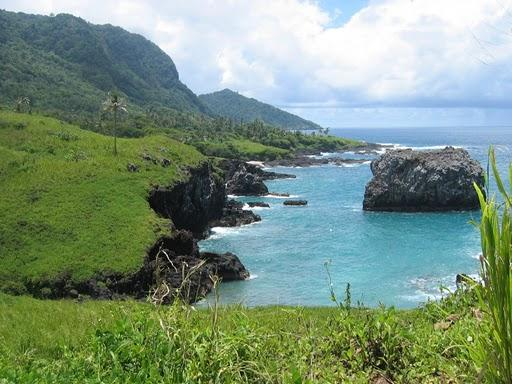
Relief et criques d'une côte d'Annobón.

Située à un peu plus d'un degré seulement  de l'équateur terrestre mais déjà dans l'hémisphère sud du globe, à 363 kilomètres à l'ouest du cap Lopez au Gabon sur le continent africain stricto sensu (coordonnées géodésiques ci-contre et plus haut en infobox), Annobón est une île allongée et un peu ovale de 6 km de long pour 3 de large et donc d'une superficie d'environ 18 km2.
D'origine volcanique très ancienne elle s'est formée il y a environ 4,8 millions d'années. Son volcan est le dernier émergé de la chaîne qui commence sur le continent plus au nord avec le mont Cameroun et se prolonge du nord au sud avec les îles de Bioko (toujours en Guinée équatoriale avec même la capitale étatique), Principe puis Sao Tomé (les deux principales îles de l'archipel-État politiquement indépendant de Sao-Tomé-e-Principe / Saint-Thomas et l'île du prince en portugais). La dernière activité volcanique sur Annobón a lieu il y a moins de 100 000 ans, pendant l'ère tertiaire. L'île a trois sommets qui culminent à plus de 400 m : le pic Quioveo (598 m), le pic Lago (525 m) et le pic Do Fogo (pic du Feu) (435 m).
Annobón n’a pas de port naturel. Elle est desservie par un aéroport et un port qui ont été bâtis récemment par le gouvernement de l'État équatoguinéen.
L'île est traversée par des ruisseaux appelés Aguas Claras qui, comme leur nom hispanophone hérité de la colonisation l’indique, ont des eaux claires et même potables. Un ancien cratère situé au nord de l’île s’est transformé en lac, le Lago a pot d'une superficie de 2,4 km2.
À cause de faibles précipitations, le nord de l’île présente un paysage semi–aride avec un sol recouvert de graminées pendant la saison des pluies.
Le sud de l’île, où soufflent des vents humides, renferme une forêt équatoriale particulièrement épaisse dans les zones montagneuses près des sommets Quioveo et Sainte-Mina, ainsi que des plantations caféières et de cocotiers qui recouvrent 75 % de la surface.

## Climat
La température oscille toute l’année entre environ 18 et 30 degrés celsius, avec surtout deux saisons manifestes :
- l’hiver / tendaua, d’octobre à avril, plus humide ;
- l’été / jalma, d'approximativement mai à juillet.

On peut éventuellement considérer comme une 3e période, vers août et septembre, celle intermédiaire appelée sasá propice à des ouragans.

## Histoire
Annobón est découverte entre 1469 et 1472 probablement par les Portugais João de Santarém et Pedro Escobar, le jour de l'an d'où son nom lusophone d'Ano Bom (en français Année bonne [ou Bonne avec également l'initiale en lettre b majuscule] voire Bonne année, bien qu'à l'époque l'année dite aujourd'hui civile ne commençait pas encore nécessairement les 1er janvier, mais par exemple vers les 1er mars ou les Pâques voire les 24 / 25 mars, etc.). En 1470, un certain Diego Ramirez de la Diaz aperçoit l’île et la nomme d'abord San Antonio de Palé.
En 1473, la découverte plus exploratoire par les Portugais qui y accostent. L'île est également appelée Pagalu voire Pigalu durant les dernières années du premier gouvernement équato(-)guinéen indépendant de Francisco Macías Nguema. En 1474, la première colonie est créée à majorité africaine venant de l'Angola d'alors, par les Portugais de Sao Tomé. Ces esclaves sont considérés comme les pionniers de la société annobonaise.
Comme ses voisines insulaires septentrionales Principe, et, un peu moins au nord, Sao Tomé, l'île est vide d'êtres humains lors de cette découverte.
En 1503 le roi Manuel Ier de Portugal nomme du titre nobiliaire de donataire son premier capitaine.
Annobón se peuple seulement vers le milieu du XVIe siècle, du fait d'un écuyer de la cour dudit roi qui vit alors dans l'île voisine également portugaise de Sao Tomé, où il a épousé la riche héritière métisse Dona Simoa Godinho. Il s'agit de Luis de Almeida, neveu d'un négrier connu sous le nom "Balthasar de Almeida".
En 1565 il achète l'île et son titre à la famille de son propriétaire légal Jorge de Melo.
Ce territoire insulaire demeure une colonie portugaise jusqu'à la fin du XVIIe siècle.
Les Annobonais et le commis représentant le capitaine donataire sur place vont connaître, compte tenu d'invasions hollandaises dans tous les territoires de l'empire lusitanien d'outremer, des épisodes assez violents, tout au long dudit siècle.
Les Hollandais vont parvenir par exemple à occuper une partie nord de l'île entre 1661 et 1664, non sans défiance voire résistance de la part de la population déjà présente désormais, en particulier après l'assassinat du commis par les nouveaux conquérants.
Après cet épisode un nouveau commis revient auprès des habitants, mais dès le début du XVIIIe siècle les habitants vivent en autonomie.
En 1756, l'île réintègre officiellement le domaine royal du Portugal. Dans les faits néanmoins les Portugais ne parviendront plus à s'imposer auprès des Annobonais.
À la mort du roi Joseph Ier de Portugal en 1777 puis du Lisboète Sebastião José de Carvalho e Melo, comte d'Oeiras et marquis de Pombal, en 1782, les rapports s'améliorent entre Portugal et Espagne.
Ne sachant que faire de cette terre inexploitable, et le souverain espagnol Charles III souhaitant que son pays puisse lui aussi commercer avec l'Afrique et pratiquer la traite négrière, la reine Marie Ire de Portugal l'échange, ainsi que l'île de Fernando Poo (actuelle île Bioko équatoguinéenne) et les accès à une partie continentale à leurs abords, contre des territoires espagnols en Amérique du Sud. Cet échange se déroule à travers deux traités, le celui de San Ildefonso de 1777 et celui du Pardo l'année suivante. Le monarque espagnol fait alors monter une expédition par un certain comte d'Argelejos, se soldant par un échec : les Annobonais disent clairement qu'ils ne reconnaissent aucune souveraineté et se rebellent. Les Espagnols sont obligés de se retirer à leur tour.
En 1801, les Britanniques érigent un fort à San Antonio. En 1827, le dit fort est légalisé par un bail accordé par le gouvernement espagnol, servant comme l'une des bases de suppression de la traite négrière par ses locataires britanniques.
La colonisation par ces derniers dans le golfe de Guinée ne prend effet qu'à partir de l'expédition d'un capitaine Juan José Lerena y Barry (es) en 1843.
À Annobón elle n'est même effective qu'en 1885 à l'arrivée de missionnaires clarétins. C'est grâce à l'installation permanente de cette mission dans l'île que celle-ci résiste en 1886 à une tentative de conquête allemande.
La présence espagnole dure jusqu'en 1968, année de l'indépendance de la Guinée équatoriale ex-Guinée espagnole à laquelle l'île est rattachée.
En 1975, alors qu'une épidémie de choléra sévit sur l'île d'Annobón, les embarcations venues de l'étranger avec des médicaments et des vaccins n'ont pas le droit de débarquer.[réf. nécessaire]
Le 8 juillet 2022, une déclaration d'indépendance est proclamée sur l'île par le groupe séparatiste Ambô Legadu dans une relative indifférence. Pa Nando Bahê est président et Orlando Cartagena Lagar est élu premier ministre en juillet, ce dernier vivant en exil à Madrid. En juillet 2024, des habitants ont manifesté leur opposition à des explosions faites par l'entreprise de construction marocaine Somagec, mais les signataires d'un document détaillant ces protestations sont arrêtées et emmenées en prison à Malabo. À la suite des protestations continues des Annobones, le gouvernement de Guinée équatoriale coupe l'accès aux télécommunications de l'île,,. En 2025, l'île d'Annobón demande à faire partie de la République argentine, en tant que province ou état associé, en invoquant le fait historique d'avoir fait partie de la capitale de la Vice-royauté du Río de la Plata, Buenos Aires.

## Organisation territoriale
La province d'Annobón n'est pas divisée en districts mais comprend deux municipalités :
- celle de San Antonio de Palé,
- et une seconde vers Mabana.

## Économie
Les principales industries de l'île sont la pêche et la sylviculture.
L'aéroport international d'Annobon a été inauguré en 2013.
En 1988, l’État équato-guinéen accepte de concéder, pour dix ans, et moyennant 1,2 million de dollars, 200 hectares de terres annobonaises aux Américains d’Axim Consortium Group. Il s’agit d’enfouir 2 millions de fûts de déchets chimiques. Un autre accord portant sur l’enfouissement de fûts de produits toxiques a également été acté avec une entreprise anglaise. La révélation du contrat par la presse internationale provoque les critiques du Gabon et du Nigeria, inquiets des conséquences environnementales d’une telle décharge sur leurs propres eaux territoriales. Selon Samuel Mba Mombe, un médecin équato-guinéen exilé en Allemagne, l’enfouissement de déchets toxiques sur Annobón se serait poursuivi durant toutes les années 1990.

## Démographie
| 1994  | 2001  | 2015  |
| ----- | ----- | ----- |
| 2 820 | 5 008 | 5 232 |

## Langues
L'espagnol et le français sont devenues langues officielles d'Annobón comme de toute la Guinée équatoriale, mais sur l'île on parle aussi le fá d’Ambô, une langue créole à base lexicale lusophone (portugaise).